# Messeis elidipteroides
Messeis elidipteroides är en insektsart som beskrevs av Ronald Gordon Fennah 1950. Messeis elidipteroides ingår i släktet Messeis och familjen vedstritar. Inga underarter finns listade i Catalogue of Life.